# Élections sénatoriales de 2014 dans l'Ariège
Les élections sénatoriales de 2014 en Ariège ont lieu le dimanche 28 septembre 2014. Elles ont pour but d'élire le sénateur représentant le département au Sénat pour un mandat de six années.

## Contexte départemental
Lors des élections sénatoriales de 2008, Jean-Pierre Bel a été confortablement réélu dès le premier tour avec 76 % des voix à l'unique siège sénatorial du département. Président du groupe PS au sénat depuis 2004, il devient président de la Haute-assemblée lors du changement de majorité sénatoriale en 2011. Il annonce au printemps 2014 son intention de ne pas briguer un nouveau poste en septembre suivant.
Depuis 2008, le collège électoral, constitué des grands électeurs que sont le sénateur sortant, le député du département, les conseillers régionaux, les conseillers généraux et surtout les délégués des conseils municipaux qui a été largement renouvelé par des élections législatives de 2012 au terme desquelles le PS conserve les deux sièges du département, les élections régionales de 2010 qui ont conforté la majorité de gauche au conseil régional de Midi-Pyrénées, les élections cantonales de 2011 qui ont permis à la gauche de conserver sa très large majorité au conseil général et les élections municipales de 2014 qui ont vu une certaine stabilité dans les principales communes du département. Mais le collège électoral ariégeois est composé à plus des deux tiers par des élus de communes de moins de 1 500 habitants.

## Rappel des résultats de 2008
| Candidat et parti politique | Candidat et parti politique | Candidat et parti politique | Premier tour | Premier tour |
| Candidat et parti politique | Candidat et parti politique | Candidat et parti politique | Voix         | %            |
| --------------------------- | --------------------------- | --------------------------- | ------------ | ------------ |
|                             | Jean-Pierre Bel             | PS                          | 455          | 72,21        |
|                             | Philippe Calleja            | UMP                         | 86           | 14,41        |
|                             | Roger Vidal                 | PCF                         | 28           | 4,69         |
|                             | Danielle Delavergne         | Verts                       | 25           | 4,19         |
|                             | Thérèse Aliot               | FN                          | 3            | 0,50         |
|                             |                             |                             |              |              |
| Inscrits                    | Inscrits                    | Inscrits                    | 609          | 100,00       |
| Abstentions                 | Abstentions                 | Abstentions                 | 4            | 0,66         |
| Votants                     | Votants                     | Votants                     | 605          | 99,44        |
| Blancs et nuls              | Blancs et nuls              | Blancs et nuls              | 8            | 1,31         |
| Exprimés                    | Exprimés                    | Exprimés                    | 597          | 98,69        |

## Sénateur sortant
| Sénateur | Sénateur        | Parti | Fonctions lors de l'élection en 2008        |
| -------- | --------------- | ----- | ------------------------------------------- |
|          | Jean-Pierre Bel | PS    | Sénateur sortant, ancien maire de Lavelanet |

## Collège électoral
En application des règles applicables pour les élections sénatoriales françaises, le collège électoral appelé à élire le sénateur de l'Ariège  en 2014 se compose de la manière suivante :
| Délégués des communes                                                                         |                        |                       |                       |          |                     |
|                                                                                               | Conseillers municipaux | Délégués / commune    | Communes concernées   | Délégués | % collège électoral |
| Délégués des communes de moins de 9 000 habitants                                             |                        |                       |                       |          |                     |
| - communes de < 100 habitants                                                                 | 7                      | 1                     | 105                   | 105      | 16,67 %             |
| - communes de < 500 habitants                                                                 | 11                     | 1                     | 159                   | 159      | 25,24 %             |
| - communes de < 1500 habitants                                                                | 15                     | 3                     | 53                    | 159      | 25,24 %             |
| - communes de < 2 500 habitants                                                               | 19                     | 5                     | 2                     | 10       | 1,59 %              |
| - communes de < 3 500 habitants                                                               | 23                     | 7                     | 5                     | 35       | 5,56 %              |
| - communes de < 5 000 habitants                                                               | 27                     | 15                    | 2                     | 30       | 4,76 %              |
| - communes de < 9 000 habitants                                                               | 29                     | 15                    | 2                     | 30       | 4,76 %              |
| Délégués des communes de 9 000 à 29 999 habitants                                             |                        |                       |                       |          |                     |
| - communes de < 10 000 habitants                                                              | 29                     | 29                    | 1                     | 29       | 4,60 %              |
| - communes de < 20 000 habitants                                                              | 33                     | 33                    | 1                     | 33       | 5,24 %              |
| - communes de < 30 000 habitants                                                              | 35                     | 35                    | 0                     | 0        | 0,00 %              |
| Délégués des communes bénéficiant des dispositions particulières pour les communes fusionnées |                        |                       |                       |          |                     |
| Soueix-Rogalle, Tarascon-sur-Ariège                                                           |                        |                       | 2                     | 10       | 1,59 %              |
| Délégués des communes                                                                         | Délégués des communes  | Délégués des communes | Délégués des communes | 600      | 95,24 %             |
| Conseillers généraux                                                                          | Conseillers généraux   | Conseillers généraux  | Conseillers généraux  | 22       | 3,49 %              |
| Conseillers régionaux                                                                         | Conseillers régionaux  | Conseillers régionaux | Conseillers régionaux | 5        | 0,79 %              |
| Députés                                                                                       | Députés                | Députés               | Députés               | 2        | 0,32 %              |
| Sénateur                                                                                      | Sénateur               | Sénateur              | Sénateur              | 1        | 0,16 %              |
| Total                                                                                         | Total                  | Total                 | Total                 | 630      | 100,00 %            |

1. ↑  Dans les communes de moins de 9 000 le conseil municipal élit en son sein des délégués dont le nombre dépend de la taille de la commune.
2. ↑  Dans les communes de 9 000 à 29 999 habitants, tous les conseillers municipaux sont délégués. Il n'y a pas de délégués supplémentaires
3. ↑  « Dans le cas où le conseil municipal est constitué par application des articles L. 2113-6 et L. 2113-7 du code général des collectivités territoriales relatif aux fusions de communes dans leur rédaction antérieure à la loi no 2010-1563 du 16 décembre 2010 de réforme des collectivités territoriales, le nombre de délégués est égal à celui auquel les anciennes communes auraient eu droit avant la fusion. » (Code électoral, article L284)

## Présentation des candidats
Les nouveaux représentants sont élus pour une législature de 6 ans au suffrage universel indirect par les grands électeurs du département. En Ariège, le sénateur est élu au scrutin majoritaire à deux tours. Ils sont 7 candidats dans le département, chacun avec un suppléant.
| N°  | Candidats | Candidats            | Parti | Principales fonctions                  |
| --- | --------- | -------------------- | ----- | -------------------------------------- |
| T01 |           | Aimé Deléglise       | FN    | Conseiller municipal de Pamiers        |
| S01 |           | Thérèse Aliot        | FN    |                                        |
| T02 |           | Alain Duran          | PS    | Conseiller général, maire d'Arnave     |
| S02 |           | Carole Duran-Fillola | PRG   | Conseillère municipale de Saint-Girons |
| T03 |           | Denis Puech          | PG    | Maire d'Allières                       |
| S03 |           | Annick Maissonnier   | PG    |                                        |
| T04 |           | Didier Calvet        | PCF   | Maire de Loubières                     |
| S04 |           | Nathalie Loze        | PCF   | Conseillère municipale de Foix         |
| T05 |           | Bernadette Dedieu    | UDI   |                                        |
| S05 |           | Paul Afonso          | UDI   |                                        |
| T06 |           | Jean-Marc Salvaing   | UMP   | Adjoint au maire de Pamiers            |
| S06 |           | Marie-Noëlle Samarcq | UMP   | Conseillère municipale de Foix         |
| T07 |           | Florence Cortès      | EELV  |                                        |
| S07 |           | Antoine Avilez       | EELV  |                                        |

## Résultats
|             | Alain Duran        | PS          | 360 | 61,64  |  |  |
|             | Jean-Marc Salvaing | UMP         | 67  | 11,47  |  |  |
|             | Didier Calvet      | PCF         | 48  | 8,22   |  |  |
|             | Aimé Deléglise     | FN          | 29  | 4,97   |  |  |
|             | Denis Puech        | PG          | 29  | 4,97   |  |  |
|             | Bernadette Dedieu  | UDI         | 28  | 4,79   |  |  |
|             | Florence Cortès    | EELV        | 23  | 3,94   |  |  |
|             |                    |             |     |        |  |  |
| Inscrits    | Inscrits           | Inscrits    | 628 | 100,00 |  |  |
| Abstentions | Abstentions        | Abstentions | 12  | 1,91   |  |  |
| Votants     | Votants            | Votants     | 616 | 98,09  |  |  |
| Blancs      | Blancs             | Blancs      | 15  | 2,44   |  |  |
| Nuls        | Nuls               | Nuls        | 17  | 2,76   |  |  |
| Exprimés    | Exprimés           | Exprimés    | 584 | 94,81  |  |  |